# Mogok
Mogok (eller Mogoke) är en stad i Myanmar. Den ligger i Mandalayregionen, i den centrala delen av landet, 400 km norr om huvudstaden Naypyidaw. Mogok ligger 1 162 meter över havet och folkmängden uppgår till cirka 80 000 invånare.

## Geografi
Terrängen runt Mogok är huvudsakligen kuperad, men österut är den bergig. Runt Mogok är det ganska tätbefolkat, med 149 invånare per kvadratkilometer. I omgivningarna runt Mogok växer i huvudsak städsegrön lövskog.